# Château de Rosbitek
Le château de Rozbitek (en allemand : Schloß Rosbitek, en polonais: Pałac Rozbitek) est un château néogothique dans le lieu du même nom faisant partie de la commune rurale de Kwilcz dans la voïvodie de Grande-Pologne, ancienne Posnanie prussienne.

## Histoire
Le domaine seigneurial de Rozbitek, avec Mechnacz et Heidchen, faisait partie de l'arrondissement de Birnbaum (aujourd'hui Międzychód) peuplé de paysans polonais majoritaires (51 % en 1905) et d'Allemands minoritaires (49 % en 1905). Il est la propriété à la fin du XVIIIe siècle de l'ancien chambellan du roi de Pologne, Bogislaus von Unrug. Il est acheté en 1827 par le drossart (chef de la justice) Johann Heinrich von Reiche. Le domaine est la propriété de ses descendants jusqu'en 1920. Son fils, le capitaine Georg Heinrich Otto von Reiche achète en 1840 les terres voisines de Prusim, ajoutant une touche romantique au domaine grâce à ses deux petits lacs, avec le hameau de Grünnetanne au bord de la Warthe. L'exploitation agricole est agrandie et modernisée et l'on construit de nouveaux bâtiments agricoles. La propriété s'étend alors sur 2 500 hectares. Les terres sont vallonnées avec des étangs, des lacs et des rivières. Le capitaine von Reiche fait construire le château actuel entre 1856 et 1858 dans le style néogothique avec quelques éléments néorenaissance. Sa veuve (née von Gersdorff) continue l'aménagement après sa mort en 1860, en particulier le grand parc paysager de 13,3 hectares avec des platanes. Leur fils Ernst von Reiche, officier au 12e régiment de dragons, en hérite en 1875.
Après des combats entre décembre 1918 et février 1919, la région revient à la Pologne le 28 juin, ce qui est ratifié le 25 novembre 1919.
Le château est restauré entre 2006 et 2007, mais nécessite encore des travaux importants. Il abrite depuis 2004 la fondation Rozbitek, créée par le compositeur Jan A.P. Kaczmarek comme centre culturel pour le développement des arts de la scène, de la musique et du cinéma, avec un festival annuel.

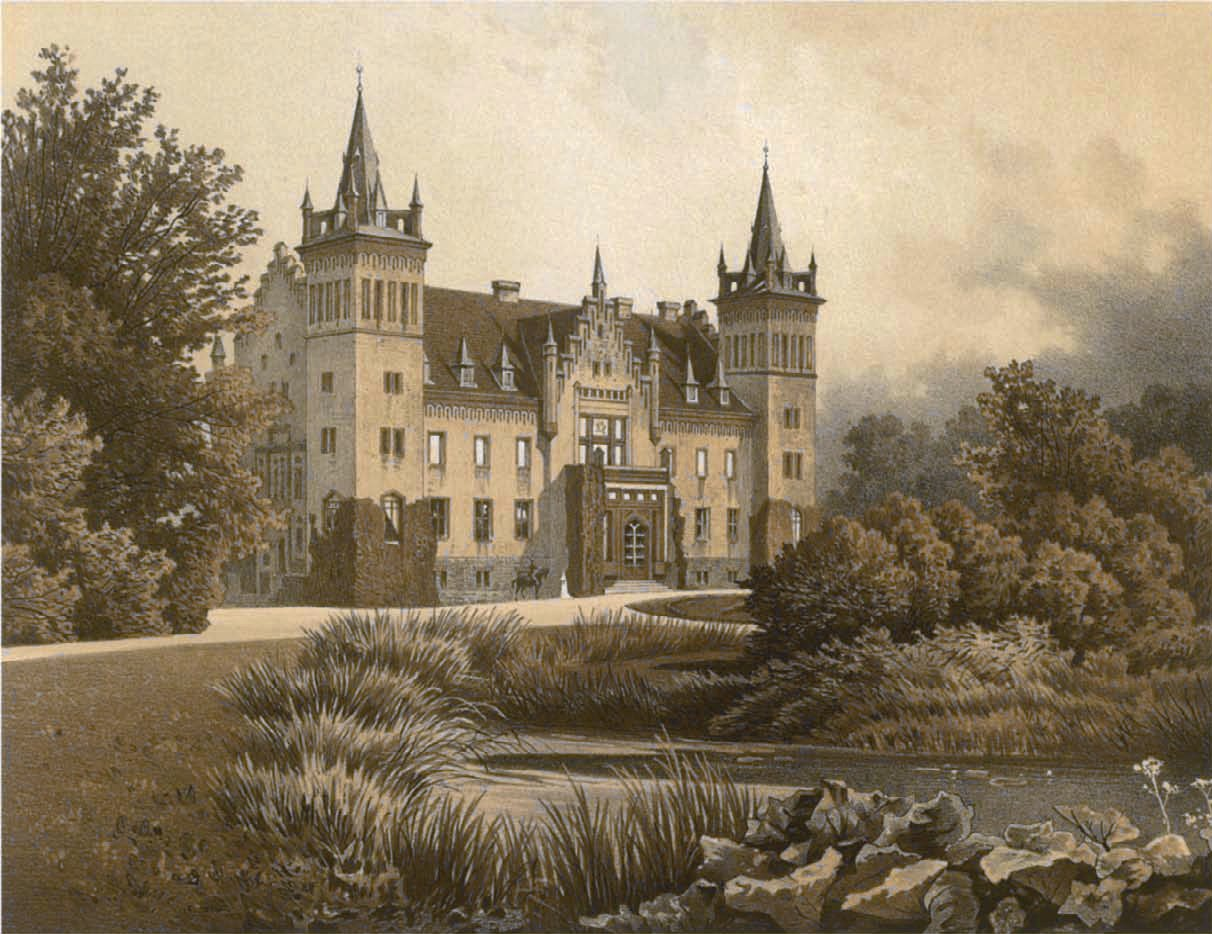
Le château de Rosbitek vers 1870 (collection Duncker)

## Architecture
Le château se présente sous la forme d'un grand rectangle flanqué de deux tours carrées et orné d'un grand pignon mi-gothique mi-renaissance au milieu de la façade, au-dessus d'une terrasse en balcon à la Tudor soutenue par un portique néogothique.